# Tadarida fulminans
Tadarida fulminans é uma espécie de morcego da família Molossidae. Pode ser encontrada na República Democrática do Congo, Quênia, Tanzânia, Ruanda, Zâmbia, Zimbábue, Maláui, África do Sul e Madagascar.